# Herbario

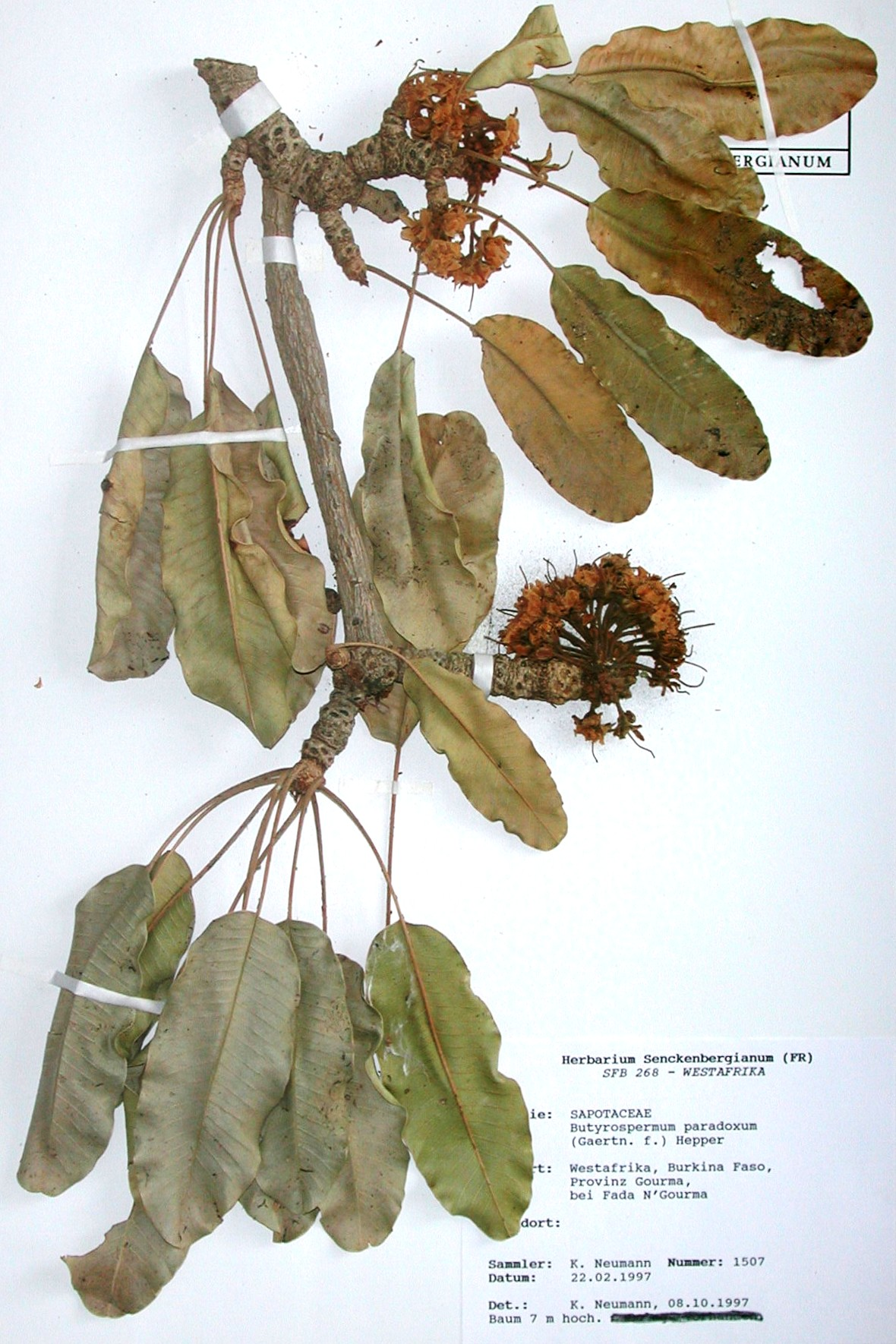
Ejemplar de herbario de Vitellaria paradoxa adecuadamente montado en una hoja de papel, con su etiqueta de identificación.

En botánica, un herbario (del latín herbarium) es una colección de plantas o partes de plantas, secadas, conservadas, identificadas, y acompañadas de información crítica como la identidad del recolector, el lugar y fecha de la recolección, y el hábitat donde se encontraba la planta. Aunque primariamente se llama herbario a la colección de plantas secas, también se conoce como herbario al espacio donde se encuentra esta colección y a la institución que la gestiona.
Las grandes colecciones suelen residir en instituciones de investigación, como jardines botánicos y departamentos universitarios, y se basan en el trabajo recolector de sus investigadores, a lo que se suma el fruto de frecuentes intercambios con instituciones parecidas. La confección de un herbario personal es además una herramienta didáctica en la educación botánica, útil no solo por ofrecer una base material para el estudio de la diversidad de las plantas, sino por la experiencia que aporta recoger las muestras en su ambiente. Los mayores herbarios contienen pliegos procedentes de todo el mundo, pero existen también herbarios regionales, especializados en la flora de una parte del mundo.
Sobre el material vegetal depositado en los herbarios se fundamenta una parte importante de la investigación botánica, sobre todo aquella referida a la taxonomía, aunque también es útil para estudios florísticos, biogeográficos e, incluso, moleculares. El material del herbario es el testimonio de las citas de plantas, de las descripciones de las mismas y de los materiales utilizados para proponer nuevos taxones. El tipo nomenclatural de cada especie de planta (el material sobre el que da origen a un nombre nuevo) es, en la mayoría de los casos, una planta seca, depositada y conservada en un herbario.
Este concepto de herbario es relativamente moderno. De hecho, en los siglos XV y XVI, la palabra "herbario" tenía una doble acepción diferente a las actuales. En primer lugar se utilizaba para designar un libro en el cual se enumeraban, describían e ilustraban principalmente plantas medicinales y sus usos. En segundo lugar, también se utilizaba el término "herbario" para referirse a un conjunto de plantas vivas cuyo propósito era el estudio o la enseñanza de la botánica.

## El concepto de herbario durante la Edad Media

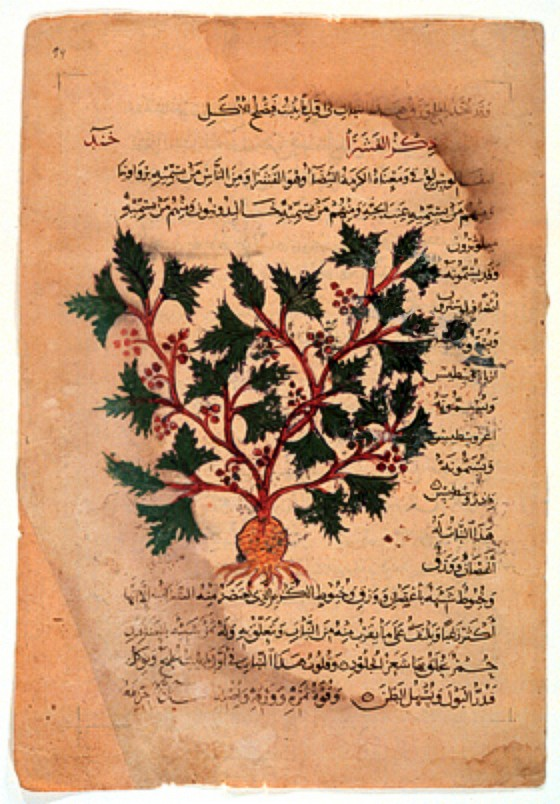
Copia arábica del de De materia medica, de Dioscórides.

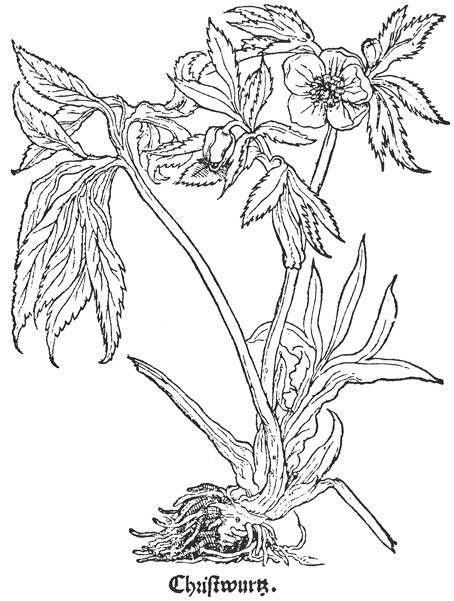
Ilustración de Helleborus niger en el libro Herbarium vivae Eicones. de Otto Brunfels.

Durante la Edad Media la palabra «herbario» se refería a un libro de botánica, específicamente relacionado con las plantas medicinales, en el que se enumeraban los productos naturales producidos por las plantas, raramente de los animales y minerales, con valor terapéutico. Era un libro de medicamentos simples, integrados por un solo componente, procedentes de la naturaleza, especialmente de las plantas. 
Durante el período manuscrito, antes de la invención de la imprenta, los escritos se ilustraban para hacerlos más inteligibles; y con este fin se acompañaban los textos con ilustraciones coloreadas. No obstante, los sucesivos copistas iban añadiendo distorsiones de forma progresiva (esto ocurrió a lo largo de mil años), por lo que las ilustraciones, en vez de resultar una ayuda, se acabaron convirtiendo en un obstáculo para la claridad y precisión de las descripciones. Por otro lado, aquellos autores que renunciaron a incorporar en sus textos ilustraciones, comprobaron que las descripciones eran insuficientes para permitir el reconocimiento e identificación de las especies aludidas, especialmente teniendo en cuenta que las mismas plantas recibían nombres diferentes en los distintos lugares y el lenguaje botánico no estaba desarrollado. De ahí que muchos autores renunciaran también a describir sus plantas y se conformaran con enumerar todos los nombres que conocían de cada planta (sus sinónimos), así como las dolencias humanas para las que resultaban beneficiosas. Durante ese proceso de copiado los textos originales fueron variando paulatinamente a causa de traducciones, interpolaciones de nuevos textos, influencias del mundo árabe, judío o bizantino, hasta el punto de que, partiendo de unos pocos textos originales, la variedad de los textos resultantes a finales de la Edad Media, en la época del nacimiento de la imprenta, era muy grande. La información de un herbario se ordenaba de una forma muy parecida en todos ellos, con mayor o menor extensión: el nombre de la planta, una lista de sus sinónimos, la descripción de sus características, su distribución geográfica y su hábitat, la enumeración de los primeros autores que han citado la planta, sus propiedades curativas, el modo de colectarla y prepararla, una lista de los medicamentos que se pueden preparar con ella, las enfermedades que cura y, por último, las principales contraindicaciones. En el caso de los herbarios ilustrados, la imagen de la planta solía preceder a la información escrita.
El estudio empírico de las plantas de cada país y de las exóticas, traídas por los exploradores europeos y cultivadas en los jardines, comenzó de nuevo, y empezaron a publicarse tratados y catálogos que ya no se limitaban a reproducir o simplemente comentar la obra de los antiguos, sino que, comprobada la insuficiencia de los catálogos antiguos, buscaban obtener y presentar un conocimiento lo más exhaustivo posible de la diversidad de las plantas. El esquema clasificatorio siguió siendo en este periodo deudor del de Teofrasto. A comienzos del siglo XVI, un grupo de botánicos centroeuropeos se interesaron particularmente por las cualidades curativas de las plantas y se esforzaron en dibujar y describir con fidelidad las plantas que crecían en su tierra natal, que publicaron en libros «sobre hierbas» o «herbarios», por lo que se les conoce como «herboristas». Estos herbarios, que contenían un listado y descripción de numerosas hierbas, sus propiedades y virtudes, particularmente referidas a su utilización como plantas medicinales, tuvieron la virtud de suplementar y, más tarde, reemplazar el conocimiento transmitido oralmente. Los primeros herbarios de este tipo proveían solamente información sobre las propiedades medicinales, reales o imaginarias, de un grupo de plantas.
En la historia del herbario medieval, entonces, se pueden apreciar dos períodos bien diferenciados, y que a grandes rasgos coinciden con la Alta y la Baja Edad Media. En el primer período, los herbarios tenían una fuente predominante, el tratado médico de Dioscórides, De Materia Médica, redactado en griego en el siglo I d. C., el cual se diseminó en multitud de variantes por toda Europa, hasta la llegada de la imprenta. A partir de los siglos XII y XIII se compilan nuevos herbarios, esta vez bajo la poderosa influencia de la Escuela Médica Salernitana, establecida en la ciudad italiana de Salerno que también aprovechaba la proximidad del monasterio de Montecassino. Las influencias de Bizancio y del mundo árabe en la Italia meridional, hicieron que esa ciudad se convirtiera en un centro internacional de actividad médica, con influencia en todo el occidente medieval cristiano. Con el correr del tiempo, tales herbarios fueron incluyendo un mayor número de especies, muchas de ellas carentes de valor medicinal pero con descripción de ciertas características inusuales u ornamentales. El número de copias de estos herbarios manuscritos debe haber sido bastante limitado. La invención de la imprenta no solo permitió multiplicar la cantidad de estas obras, sino también la reproducción de dibujos con una mayor calidad que la de sus predecesores.

## China, India, México

### Shen Nung Pen Ts`ao ching de China
China es famosa por sus medicinas herbarias tradicionales que datan de miles de años. La leyenda dice que el mítico emperador Shennong, el fundador de la medicina china a base de hierbas, compuso el Shennong Bencao Jing o Gran Herbario en alrededor del 2700 a. C.. como precursor de todos los herbarios chinos posteriores. Sobrevive como una copia hecha alrededor del 500 d. C. y describe cerca de 365 hierbas. Se produjeron herbarios y monografías de alta calidad sobre determinadas plantas en el período hasta 1250 d. C., entre ellas: el Zhenlei bencao escrito por Tang Shenwei en 1108, que pasó por doce ediciones hasta 1600; una monografía sobre el lichi por Cai Xiang en 1059 y una sobre las naranjas de Wenzhhou por Han Yanzhi en 1178. En 1406 el príncipe de la dinastía Ming, Zhu Xiao (朱橚), publicó el Jiuhuang Bencao, un herbario ilustrado para alimentos para las hambrunas. Contenía xilografías de alta calidad y descripciones de 414 especies de plantas, de las cuales 276 se describieron por primera vez, el libro antes de la fecha del primer libro impreso europeo por 69 años. Fue reimpreso muchas veces. Otros herbarios incluyen Bencao Fahui en 1450 por Xu Yong y Bencao Gangmu de Li Shizhen en 1590.

### Sushruta Samhita de la India
La medicina herbolaria tradicional de la India, conocida como Ayurveda, se remonta posiblemente al II milenio a. C., y sus orígenes se remontan a los Vedas sagrados hindúes y, en particular, a los Atharvaveda. Una compilación auténtica de las enseñanzas es la del cirujano Sushruta, disponible en un tratado llamado Sushruta Samhita. Tiene 184 capítulos y la descripción de 1120 enfermedades, de 700 plantas medicinales, de 64 preparaciones de fuentes minerales y de 57 preparaciones basadas en fuentes animales. Otras primeras obras de Ayurveda fue la Charaka Samhita, atribuida a Charaka. Sin embargo, esta tradición es principalmente oral. El material escrito más antiguo que sobrevive y que contiene las obras de Sushruta es el manuscrito Bower, datado en el siglo IV d. C.

### Hernández: Rerum Medicarum y los aztecas
Un herbario ilustrado publicado en México en 1552, Libellus de Medicinalibus Indorum Herbis [Libro de hierbas medicinales de las Indias], está escrito en el idioma azteca nauhuatl por un médico nativo, Martín Cruz. Este es probablemente un relato extremadamente temprano de la medicina de los aztecas, aunque las ilustraciones formales, similares a las europeas, sugieren que los artistas seguían las tradiciones de sus maestros españoles en lugar de un estilo de dibujo indígena. En 1570 Francisco Hernández de Toledo (ca.1514-1580) fue enviado desde España para estudiar los recursos naturales de la Nueva España (ahora México), la conocida como Expedición de Francisco Hernández de Toledo (1570-1577). Allí se basó en fuentes indígenas, incluyendo los extensos jardines botánicos que habían sido establecidos por los aztecas, para registrar alrededor de 1200 plantas en su Rerum Medicarum de 1615. Dos libros, el uno que trata de todas las cosas que se traen de nuestras Indias Occidentales, que sirven al uso de la medicina, y el otro que trata de la piedra bezaar, y de la yerva escuerçonera (1569), de Nicolás Monardes , contienen la primera ilustración publicada del tabaco.

## Egipto, Mesopotamia, Grecia y Roma
Alrededor del año 2000 a. C., los papiros médicos del antiguo Egipto incluían recetas médicas basadas en materia vegetal y hacían referencia a la combinación herbolaria de medicamentos y magia para la curación.

### Papiro Ebers

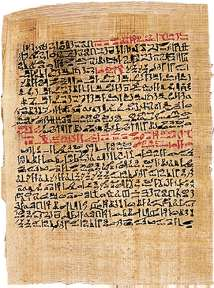
Papiro Ebers

El antiguo papiro egipcio Ebers es uno de los herbarios más antiguos conocidos; data de 1550 a. C. y se basa en fuentes, ahora perdidas, que datan de otros 500 a 2000 años. El primer herbario sumerio data de aproximadamente el 2500 a. C. como manuscrito copiado del siglo VII a. C. Las tablillas asirias inscritas, con fecha entre 668-626 a. C., enumeran alrededor de 250 medicamentos vegetales: las tablillas incluyen nombres herbales que todavía están en uso hoy en día, como el azafrán, comino, cúrcuma y sésamo. Los antiguos griegos obtuvieron gran parte de su conocimientos medicinales de Egipto y Mesopotamia. Hipócrates (460-377 a. C.), el "padre de la medicina" (conocido por el juramento epónimo hipocrático), utilizó alrededor de 400 medicamentos, la mayoría de ellos de origen vegetal. Sin embargo, la primera hierba griega de cualquier nota fue escrita por Diocles de Carystus en el siglo IV a. C., aunque nada queda de esto excepto su mención en el registro escrito. Fue el discípulo de Aristóteles Teofrasto (371-287 a. C.) en su Historia Plantarum, más conocida como La investigación sobre las plantas, y De Causis Plantarum [Sobre las causas de las plantas], quién estableció el método científico de observación cuidadosa y crítica asociado con la ciencia botánica moderna. Basado en gran medida en las notas de Aristóteles, el Noveno libro de su investigación trata específicamente de las hierbas medicinales y sus usos, incluyendo las recomendaciones de herbolarios y farmacéuticos de la época, y sus descripciones de las plantas a menudo incluían su hábitat natural y su distribución geográfica. Con la formación de la Escuela de Alejandría alrededor del 330 a. C., la medicina floreció y los herbales escritos de este período incluyeron los de los médicos Herófilo, Mantias, Andreas de Karystos, Appolonius Mys y Nicandro. El trabajo de rhizomatist (los rhizomati eran los médicos de la época, reprendidos por Teofrasto por su superstición) Krateuas (s.f. 110 a. C.) es de especial importancia porque inició la tradición del herbolario ilustrado en el siglo I a. C.

### Dioscorides: De materia medica
De materia medica (aprox. 40-90 d. C.; griego, Περί ύλης ιατρικής "Peri hules iatrikes", "Sobre materiales médicos") de Pedanios Dioscorides, médico del ejército romano, fue producido alrededor del año 65 d. C. Fue la mayor autoridad clásica en la materia y el herbario más influyente jamás escrito, sirviendo como modelo para herbarios y farmacopeas, tanto orientales como occidentales, durante los siguientes 1000 años hasta el Renacimiento. Reunió gran parte del conocimiento herbal acumulado de la época, incluyendo unas 500 plantas medicinales. El original se ha perdido, pero una lujosa copia bizantina ilustrada conocida como Dioscórides de Viena, que data de alrededor de 512 se conserva.

### Plinio: Historia Natural
La enciclopedia Historia natural (aprox. 77-79 d. C.) de Plinio el Viejo (23-79 d. C.) es una síntesis de la información contenida en unos 2000 pergaminos e incluye mitos y folklore; hay alrededor de unas 200 copias existentes. Comprende 37 libros, de los cuales dieciséis (libros 12-27) están dedicados a los árboles, plantas y medicamentos y, de éstos, siete describen plantas medicinales. En los herbales medievales, junto con De materia médica, es la obra de Plinio en la que más se menciona de los textos clásicos, aunque De Simplicibus, de Galen (131-201 d. C.), es más detallado. Otra traducción latina de obras griegas que se copió ampliamente en la Edad Media, probablemente ilustrada en el original, fue la atribuida a Apuleyo: también contenía los nombres alternativos de determinadas plantas dados en varios idiomas. Data de aproximadamente el 400 d. C. y una copia sobreviviente data de aproximadamente el 600 d. C.

## La Edad Media y el mundo árabe
Durante los 600 años de la Edad Media europea, del 600 al 1200, la tradición del herbal recayó en los monasterios. Muchos de los monjes eran hábiles en la producción de libros y manuscritos y en atender tanto a los jardines medicinales como a los enfermos, pero las obras escritas de este período simplemente emularon las de la época clásica. Mientras tanto, en el mundo árabe, por el año 900, los grandes herbarios griegos se habían traducido y depositado copias en centros de enseñanza del imperio bizantino del Mediterráneo oriental, incluyendo Bizancio, Damasco, El Cairo y Bagdad, donde se combinaron con la tradición botánica y farmacológica de Oriente. En el mundo islámico medieval, los botánicos y los médicos musulmanes hicieron una importante contribución al conocimiento de los medicamentos herbales. Entre los asociados a este período se incluyen Mesue Maior (Masawaiyh, 777-857) quien, en su Opera Medicinalia, sintetizó el conocimiento de los griegos, persas, árabes, indios y babilonios, y este trabajo se complementó con la enciclopedia médica de Avicena (Ibn Sina, 980-1037). El Canon de medicina de Avicena se utilizó durante siglos tanto en Oriente como en Occidente. Durante este período la ciencia islámica protegió el conocimiento botánico clásico que había sido ignorado en Occidente y la farmacia musulmana prosperó.

### Alberto Magno: De Vegetabilibus
En el siglo XIII, la investigación científica estaba regresando y esto se manifestó a través de la producción de enciclopedias; las que destacaron por su contenido de plantas incluyeron un tratado de siete volúmenes por Alberto Magno (aprox. 1193-1280), un suabo educado en la Universidad de Padua y tutor de Santo Tomás de Aquino. Se llamaba De Vegetabilibus (ca. 1256) y aunque se basaba en observaciones originales y descripciones de plantas, tenía un parecido cercano a los herbarios griegos, romanos y árabes anteriores. Otros relatos del período incluyen De Proprietatibus Rerum (ca. 1230-1240) del fraile franciscano inglés Bartolomeo Ánglico y un grupo de herbarios llamados Tractatus de Herbis escritos y diseñados entre 1280 y 1300 por Matthaeus Platearius en el centro cultural este-oeste de Salerno España, las ilustraciones muestran el fino detalle de la verdadera ilustración botánica.

## Europa occidental
Tal vez los herbarios más conocidos se produjeron en Europa entre 1470 y 1670. La invención en Alemania de la impresión del tipo móvil en una imprenta aproximadamente en el 1440 fue un gran estímulo para la herboristería. Los nuevos herbarios fueron más detallados con mayor atractivo general y a menudo con escritura gótica y la adición de ilustraciones xilográficas que se asemejaban más estrechamente a las plantas descritas.
Tres herbarios importantes, todos apareciendo antes de 1500, fueron impresos en Maguncia, Alemania. Dos de ellos eran de Peter Schoeffer, su Herbarius Latino en 1484, seguido de una versión alemana actualizada y ampliada en 1485, a los que siguió en 1491 el Hortus Sanitatis impreso por Jacob Meyderbach. Otros herbarios impresos tempranos fueron el Kreuterbuch de Hieronymus Tragus de Alemania en 1539 y, en Inglaterra, el New Herball de William Turner en 1551, que fueron dispuestos, como los herbarios clásicos, ya fuese alfabéticamente, según sus propiedades medicinales, o como «hierbas, arbustos, árboles». La disposición de plantas en los herbarios posteriores como Cruydboeck de Dodoens y el Herbal de John Gerard de 1597 se relacionaron más con sus similitudes físicas y esto anunció los inicios de la clasificación científica. Para 1640 se había impreso un herbario que incluía unas 3800 plantas, casi todas las plantas que se conocían en la fecha. En la Edad Moderna y el Renacimiento, los herbarios europeos diversificaron e innovaron, y llegaron a confiar más en la observación directa que en las meras adaptaciones de los modelos tradicionales. Ejemplos de la época son los completamente ilustrados De Historia Stirpium Commentarii Insignes de Leonhart Fuchs (1542, con más de 400 plantas), el Complete Herbal (1653) de Nicholas Culpeper (1616-1654) con una temática astrológica, y el Curious Herbal (1737) de Elizabeth Blackwell (1707-1758).

### Herbarios anglosajones
El conocimiento anglosajón de las plantas y las habilidades de jardinería (el jardín se llamaba wyrtzerd, literalmente, patio de hierbas) parece haber superado al del continente. Nuestro limitado conocimiento de la planta anglosajona vernácula proviene principalmente de manuscritos que incluyen el libro The Leechbok of Bald y The Lacnunga. The Leechbook Bald (Bald era probablemente un amigo del rey Alfredo de Inglaterra) fue cuidadosamente producido por el escriba Cild aproximadamente en 900-950. Fue escrito en lengua vernácula (nativa) y no derivado de textos griegos. El herbario ilustrado más antiguo de la época sajona es una traducción del latín de Herbarius Apulei Platonici, una de las obras médicas más populares de la época medieval, el original data del siglo V; esta traducción sajona se produjo alrededor de 1000-1050 y se encuentra en la Biblioteca Británica. Otro herbario vernáculo fue el Buch der Natur o Libro de la naturaleza de Konrad von Megenberg (1309-1374) que contiene los dos primeros xilografías botánicas jamás realizadas; es también la primera obra de este tipo en la lengua vernácula.

### Herbarios anglomandos
En los siglos XII y principios del XIII, bajo la influencia de la conquista normanda, los herbarios producidos en Gran Bretaña cayeron menos bajo la influencia de Francia y Alemania y más de Sicilia y Oriente Próximo. Esto se mostró a través de las ilustraciones enmarcadas en el románico de influencia bizantina. Los herbarios anglosajones en la lengua vernácula fueron reemplazados por herbarios en latín, entre ellos el Macers Hierbas y el De Viribus Herbarum (en gran medida derivados de Plinio el Viejo), cuya traducción al inglés se completó alrededor de 1373.

### Incunables delsigloXV
Los primeros libros impresos y diarios se conocen como incunables. El primer herbario impreso apareció en 1469, una versión de Historia Naturalis de Plinio, y se publicó nueve años antes de que se escribiera Dioscorides De Materia. Entre los incunables importantes se incluyen el enciclopédico De Proprietatibus Rerum del fraile franciscano Bartolomeo Ánglico (ca. 1203-1272) que, como manuscrito, había aparecido por primera vez entre 1248 y 1260 en al menos seis idiomas y después de ser impreso por primera vez en 1470 llegó a tener 25 ediciones. El médico asirio Mesue (926-1016) escribió el popular De Simplicibus, Grabadin y Liber Medicinarum Particularum, siendo la primera de sus ediciones en 1471. Le siguieron, en Italia, el Herbario de Apuleius Platonicus y tres obras alemanas publicadas en Maguncia, el Herbario latino (1484), el primer herbario publicado en Alemania, Herbario alemán (1485), este último evolucionando hacia el Ortus Sanitatis (1491). A ellos se puede añadir el De Virtutibus Herbarum de Emilio Macro, basado en la obra de Plinio; la edición de 1477 es uno de los primeros herbarios impresos e ilustrados.

### Manuscritos delsigloXV
En la época medieval, los herbarios medicinales se referían generalmente a los boticarios (médicos o doctores) como «simples» u «oficinales». Antes de 1542, las obras utilizadas principalmente por los boticarios fueron los tratados sobre medicina de Avicena y el Liber De Simplici Medicina de Serapion. El De Synonymis y Quid pro quo y otras publicaciones de Simon Januensis, el Liber servitoris de Bulchasim Ben Aberazerim, que describió las preparaciones hechas a partir de plantas, animales y minerales, proporcionó un modelo para el tratamiento químico de las farmacopeas modernas. También estaba el Antidotarium Nicolai de Nicolaus de Salerno, que contenía medicamentos galénicos dispuestos en orden alfabético.

### España y Portugal: de Orta, Monardes, Hernández
Los españoles y portugueses fueron exploradores, los portugueses a la India (Vasco da Gama) y Goa, donde el médico García de Orta (1490-1570) basó su obra Coloquios dos Simples (1563). El primer conocimiento botánico del Nuevo Mundo vino del español Nicolas Monardes (1493-1588) que publicó Dos libros, el uno que trata de todas las cosas que se traen de nuestras Indias Occidentales, que sirven al uso de la medicina, y el otro que trata de la piedra bezaar, y de la yerva escuerçonera entre 1569 y 1571. El trabajo de Hernández sobre la medicina a base de hierbas de los aztecas ya ha sido discutido.

### Alemania: Bock, Brunfels y Fuchs
Otto Brunfels (ca. 1489-1534), Leonhart Fuchs (1501-1566) e Hieronymus Bock (1498-1554) fueron conocidos como «padres alemanes de la botánica», aunque este título desmiente el hecho de que siguieron los pasos de la célebre científica Hildegard de Bingen, cuyos escritos sobre la herboristería eran Physica y Causae et Curae (conocidos juntos como Liber subtilatum) de 1150. El manuscrito original no se conserva, pero se imprimió una copia en 1533. Otro herborista importante fue Valerius Cordus (1515-1544). El Herbarum Vivae Eicones (1530) de Brunfels contenía las admiradas ilustraciones botánicamente precisas en color de xilografías originales de Hans Weiditz junto con descripciones de 47 especies nuevas para la ciencia. Bock, al proponerse describir las plantas de su Alemania natal, produjo el New Kreuterbuch de 1539 que describía las plantas que había encontrado en los bosques y campos pero sin ilustraciones; esto se complementó con una segunda edición en 1546 que contenía 365 xilografías. Bock fue posiblemente el primero en adoptar una clasificación botánica en su herbario que también cubría detalles de ecología y comunidades vegetales. En él, estaba poniendo énfasis en las características botánicas más que en las medicinales, a diferencia de los otros herbarios alemanes y prefigurando la flora moderna. De Historia Stirpium (1542 con una versión alemana en 1843) de Fuchs fue una publicación posterior con 509 xilografías de alta calidad que volvieron a prestar mucha atención al detalle botánico: incluía muchas plantas introducidas en Alemania en el siglo XVI que eran nuevas en la ciencia. La obra de Fuchs es considerada como una de las más logradas del período renacentista.

### Países Bajos: Dodoens, Lobel, Clusius
El impresor flamenco Christopher Plantin estableció una reputación publicando las obras de los herbolarios neerlandeses Rembert Dodoens y Carolus Clusius y desarrollando una vasta biblioteca de ilustraciones. Las traducciones de los primeros textos greco-romanos publicados en alemán por Bock en 1546 como Kreuterbuch fueron posteriormente traducidas al neerlandés como Pemptades por Dodoens (1517-1585) que era un botánico belga de renombre mundial. Esta fue una elaboración de su primera publicación Cruydeboeck (1554). Matthias de Lobel (1538-1616) publicó su Stirpium Adversaria Nova (1570-1571) y una masiva compilación de ilustraciones mientras que el magnum opus de Clusius (1526-1609) fue Rariorum Plantarum Historia de 1601, que fue una compilación de sus floras españolas y húngaras e incluyó más de 600 plantas nuevas para la ciencia.

### Italia: Mattioli, Calzolari, Alpino
En Italia, dos herbarios empezaron a incluir descripciones botánicas. Entre los herbolarios notables se encontraban Pietro Andrea Mattioli (1501-1577), médico de la aristocracia italiana y su Commentarii (1544), que incluía muchas especies recién descritas, y su herbario más tradicional, Epistolarum Medicinalium Libri Quinque (1561). A veces, la flora local fue descrita como en la publicación Viaggio di Monte Baldo (1566) de Francisco Calzolari. Prospero Alpini (1553-1617) publicó en 1592 el muy popular relato de las plantas en el extranjero, De Plantis Aegypti, y también estableció un jardín botánico en Padua en 1542, que junto con los de Pisa y Florencia, se encuentran entre los primeros del mundo.

### Inglaterra: Turner, Gerard, Parkinson, Culpeper
El primer herbario verdaderamente impreso en Gran Bretaña fue el Herball de Richard Banckes de 1525 que, aunque popular en su época, no contenía ilustraciones y pronto fue eclipsado por el más famoso de los primeros herbarios impresos, el Herball Grete de Peter Treveris de 1526 (derivado a su vez del Grand Herbier francés).
William Turner (1508-1568) fue un naturalista, botánico y teólogo inglés que estudió en la Universidad de Cambridge y finalmente se hizo conocido como el «padre de la botánica inglesa». Su publicación de 1538, Libellus de re Herbaria Novus, fue el primer ensayo sobre botánica científica en inglés. Su obra en tres partes A New Herball de 1551-1562-1568, con ilustraciones xilográficas tomadas de Fuchs, destacaron por sus contribuciones originales y su extenso contenido medicinal; también fue más accesible para los lectores, siendo escrita en inglés vernáculo. Turner describió más de 200 especies autóctonas de Inglaterra y su obra tuvo una fuerte influencia en eminentes botánicos posteriores como John Ray y Jean Bauhin.
John Gerard (1545-1612) es el más famoso de todos los herboristas ingleses. Su Herball de 1597 es, como la mayoría de los herbarios, derivado en gran parte. Parece ser una reformulación del Kreuterbuch de Hieronymus Bock, posteriormente traducido al neerlandés como Pemptades por Rembert Dodoens (1517-1585), y de ahí al inglés por Carolus Clusius (1526-1609) y luego reelaborado por Henry Lyte en 1578 como un Herball Nievve. Esto se convirtió en la base del Herball de Gerard o General Historie of Plantes que apareció en 1597 con sus 1800 xilografías (solo 16 originales). Aunque en gran parte derivado, la popularidad de Gerard se puede atribuir a su evocación de plantas y lugares en la Inglaterra isabelina y a la clara influencia de jardines y jardinería en este trabajo.
Había publicado, en 1596, Catalogus, que era una lista de 1033 plantas que crecían en su jardín. John Parkinson (1567-1650) fue boticario de Jaime I y miembro fundador de la Worshipful Society of Apothecaries [Sociedad de farmacéuticos]. Era un jardinero entusiasta y hábil, su jardín en Long Acre estaba lleno de rarezas. Mantuvo una correspondencia activa con importantes botánicos ingleses y continentales, herboristas y jardineros que importaban plantas nuevas e inusuales del extranjero, en particular del Levante y de Virginia. Parkinson es célebre por sus dos obras monumentales, el primer Paradisi en Sole Paradisus Terrestris en 1629: este fue esencialmente un libro de jardinería, un florilegio por el que Carlos I le otorgó el título Botanicus Regius Primarius – Royal Botanist. El segundo fue su Theatrum Botanicum de 1640, el herbario más grande jamás producido en el idioma inglés. Carecía de ilustraciones de calidad de las obras de Gerard, pero era un compendio masivo e informativo que incluía cerca de 3800 plantas (el doble de la primera edición Herball de Gerard), más de 1750 páginas y más de 2700 xilografías. Este fue efectivamente el último herbario y el culminante de su tipo y, aunque incluía más plantas sin uso económico o medicinal perceptible que nunca antes, estaban no obstante dispuestas de acuerdo con sus propiedades en lugar de sus afinidades naturales.
Nicholas Culpeper (1616-1654) fue un botánico, herborista, médico, boticario y astrólogo inglés del East End de Londres. Sus libros publicados fueron Un Directorio Físico (1649), que era una farmacopea pseudocientífica. The English Physitian (1652) y el Complete Herbal (1653) contienen una rica reserva de conocimientos farmacéuticos y herbarios. Sus obras carecen de credibilidad científica debido a su uso de la astrología, aunque combina enfermedades, plantas y pronóstico astrológico en un simple sistema integrado que ha demostrado ser popular hasta la actualidad.

## Origen del herbario actual
Desde la antigüedad, los botánicos, particularmente interesados en el estudio de las plantas medicinales que eran denominadas «hierbas», mantenían colecciones representativas de estas plantas, preparadas y conservadas con fines de referencia. La palabra latina herbarium para describir estas colecciones fue introducida o acuñada por Carlos Linneo en el siglo XVIII. Este es el origen del término herbario que, gracias al botánico francés Joseph Pitton de Tournefort, se utiliza de un modo amplio para describir a toda colección de especímenes vegetales preservados en forma permanente para fines de estudio. 
Se considera que el primer herbario del mundo fue preparado en Italia por Luca Ghini, profesor de Botánica en la Universidad de Bolonia, quien en 1551 pegó plantas secas sobre papel para enviarlas por correo. Su método, no muy diferente del actual, consistía en desecar las plantas mediante la presión ejercida entre pliegos de papel, permitiendo así la conservación de las muestras para su estudio posterior. Su técnica se difundió más tarde al resto de Europa y adquirió una gran importancia durante los siglos XVII y XVIII, época en que se realizaron exploraciones a territorios por entonces desconocidos para los europeos, con el objeto de coleccionar la mayor cantidad posible de especies nuevas. Como resultado de estas expediciones botánicas, se descubrieron cantidades de nuevas especies, las que era necesario herborizar para su estudio posterior. Se crearon así los principales herbarios institucionales, asociados a jardines botánicos que gestionaban los recursos vegetales de las colonias. En la actualidad existen centenares de grandes herbarios que atesoran un inmenso archivo vegetal que es el resultado —y a la vez el testimonio científico— de la investigación en Botánica. Se han realizado muchos progresos en los materiales, la conservación y la documentación de los herbarios, pero la técnica básica sigue siendo similar a la creada por Ghini.
En los siglos XVI y XVII los herbarios eran fundamentalmente colecciones privadas, pero luego comenzaron a depositarse en lugares específicamente establecidos para contener miles a millones de ejemplares. Es por ello, que actualmente se incluye en el término “herbario” también al lugar físico donde se depositan los ejemplares. Asimismo, se usa también el término "colección" para aludir al conjunto de ejemplares de plantas secas y prensadas.
En la actualidad, la mayoría de los países poseen herbarios nacionales y se cree que existen alrededor de 1800 herbarios públicos en el mundo, asociados a universidades, museos o institutos de investigación. Estos herbarios guardan, principalmente los pequeños, colecciones de plantas superiores y, en menor proporción, especímenes de plantas inferiores. Sin embargo, herbarios como los de Kew, Nueva York, París y Estocolmo, mantienen colecciones notables de hongos y líquenes procedentes de diversas partes del mundo. Las primeras muestras secas de hongos se atribuyen al micólogo Christiaan Hendrik Persoon quien inició su colección a principios del siglo XIX. Este valioso material se conserva hoy en el Herbario de Leiden, en Holanda. El establecimiento de herbarios micológicos en forma independiente, es decir, herbarios dedicados exclusivamente a la conservación de colecciones de hongos, es de fecha relativamente reciente. Entre los herbarios micológicos de más amplia trayectoria se cuentan el del Commonwealth Mycological Institute, en Kew, Surrey, Inglaterra, fundado en 1922 y la Colección Nacional de Hongos del Departamento de Agricultura de los Estados Unidos en Beltsville, Washington, fundada en 1955.

## Importancia y objetivos
Los herbarios son herramientas de primordial importancia para la Taxonomía, entre otras razones porque proveen el material comparativo que es fundamental para descubrir o confirmar la identidad de una especie, o determinar si la misma es nueva para la ciencia, es decir que no ha sido descripta con anterioridad. Adicionalmente, los herbarios son esenciales para realizar investigaciones en áreas tales como Sistemática, Ecología, Evolución, Morfología, Anatomía, Etnobotánica, conservación de recursos naturales, Biogeografía, Medicina, Criminalística, Paleobotánica, Palinología, Genética y para proveer materiales de referencia en jardinería y educación. Los herbarios son una fuente de información acerca de las plantas y del medio en el que habitan y suponen en sí mismos un registro permanente de la biodiversidad.
Los objetivos del herbario son: (a) almacenar materiales de referencia. Para ello se requiere la preservación de los ejemplares y un tipo de ordenamiento que facilite su ubicación; (b) facilitar su uso por parte de los investigadores. Para ello se requiere de un sistema ágil de préstamo, canje y donación de los ejemplares; (c) educar formal e informalmente. El herbario cumple un rol educativo en el ámbito académico (tanto universitario como preuniversitario) y en el no académico mediante exhibiciones, muestras, folletos, cursos, charlas, cuadernillos y visitas guiadas.

## Tipos de herbarios y de colecciones
Se pueden identificar diferentes tipos de herbario de acuerdo a los especímenes que estos albergan. Así, se denominan herbarios internacionales a aquellos que presentan ejemplares provenientes de floras de todo el mundo, herbarios nacionales a los que mantienen especímenes de un país específico y herbarios regionales y locales, finalmente, a los que almacenan ejemplares de una región, provincia o de una pequeña área. Los herbarios de enseñanza son aquellos adscriptos a una institución educativa y en los que los estudiantes depositan sus propias colecciones. Los herbarios de investigación albergan especímenes que representan un campo específico del conocimiento, como por ejemplo, plantas medicinales, malezas o plantas cultivadas; familias específicas, como por ejemplo Fabaceae o Asteraceae; o un determinado grupo de vegetales, tales como plantas acuáticas o briófitas.
Dentro de un herbario, además de la colección principal de especímenes secos de plantas, también se pueden encontrar colecciones de frutos y semillas, especímenes voluminosos, muestras de madera, briófitas, hongos, fósiles y material vegetal conservado en líquidos preservativos. Las ilustraciones, fotografías, copias de especímenes, como también los preparados microscópicos, forman también parte de las colecciones del herbario.

## Descripción
Un herbario es una colección de plantas secas, prensadas, pegadas con goma y papel engomado en cartulinas de 45 cm x 30 cm. Hongos, líquenes y briófitos se conservan en sobres de papel o en cajitas de cartón. Cada ejemplar posee una etiqueta con datos de gran interés biológico, que los botánicos y otros profesionales afines pueden consultar. Además, un herbario puede poseer especímenes en líquido preservante, colecciones de frutos y semillas secos, maderas, hongos y otros organismos frágiles liofilizados. Cuando un herbario cuenta con cientos, miles o millones de estos especímenes, la información que provee es una fuente primaria de conocimiento para estudios taxonómicos, ecológicos, ambientales y etnobotánicos.
Estas plantas se conservan largo tiempo, y constituyen un banco de información que representa la flora o vegetación de una región determinada en un espacio reducido. Para ello, conviene conocer y seguir unas pautas básicas.

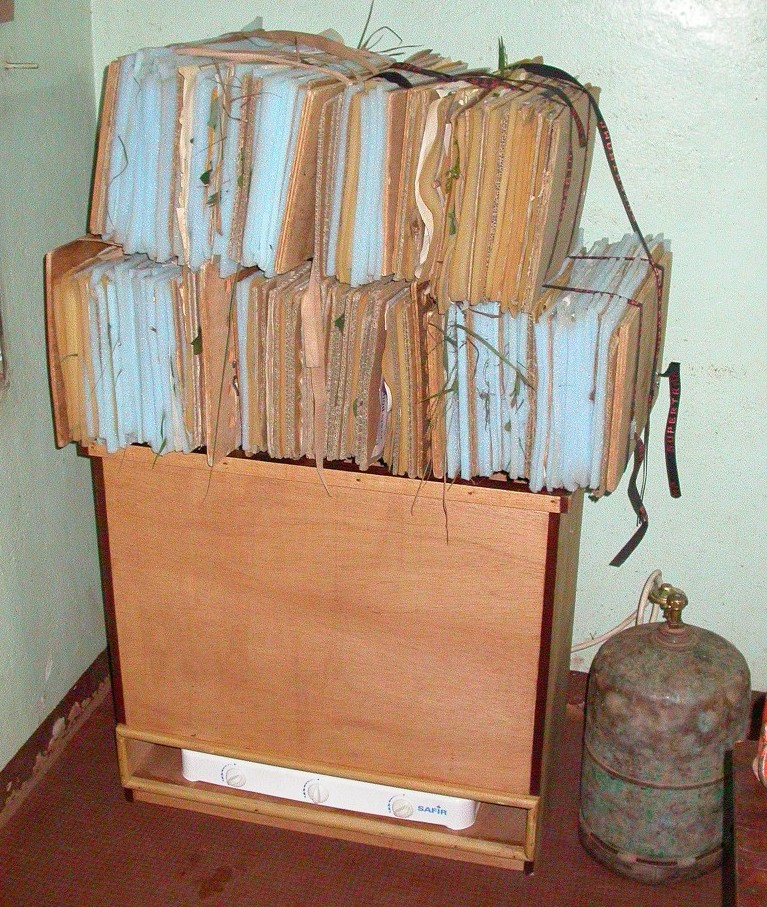
Secado de especímenes en un herbario de Burkina Faso.

Estos especímenes se usan con frecuencia como material de referencia para definir el taxón de una planta; pues contienen los holotipos para estas plantas.

### Colección de ejemplares
Un espécimen o ejemplar de herbario es el documento permanente de una especie, variedad de una especie o población que existe en un determinado tiempo y lugar. El valor y uso futuro de un espécimen depende en gran medida del cuidado con que el colector selecciona, colecta y prepara a los especímenes.
Una vez en el lugar de colecta, se procede a la recolección de los especímenes. Es conveniente seleccionar materiales vigorosos, evitando que estén enfermos, dañados por insectos o comidos por otros animales. Los especímenes deben ser típicos, es decir representativos de la especie, pero también deben colectarse plantas que exhiban todo el rango de variación de la población. Raíces, bulbos o cualquier parte subterránea de la planta deben ser cuidadosamente extraídas, tratando de remover la tierra que queda adherida. Es preferible colectar especímenes con flores y en frutos, dado que usualmente son necesarios para la futura determinación del ejemplar. Es siempre conveniente colectar duplicados del material (por ejemplo, si es un arbusto se colectan varias ramas), excepto en el caso de plantas raras o protegidas, para que luego se pueda realizar intercambio de ejemplares con otros herbarios o para enviar el ejemplar como donación a algún especialista que lo identifique. Si se está colectando material para estudios citológicos (pimpollos, ápices de raíces), anatómicos (órganos vegetales), moleculares (hojas), etc. siempre se debe colectar el ejemplar o parte del ejemplar del cual se toma la muestra, que servirá de testigo. Se deben colectar tantas plantas como sea posible, sin dejar de lado las plantas poco vistosas o difíciles de identificar.

### Documentación
Una vez coleccionadas las plantas en el campo, se confecciona una etiqueta, donde se consigna la mayor cantidad de datos posibles del ejemplar y del sitio de recolección, tales como: nombre científico, nombre vulgar, familia a la que pertenece, localidad de recolección (país, provincia, departamento, lugar exacto), latitud, longitud, fecha, colector, datos de la vegetación circundante, datos del lugar en el que crece, color de la planta, flor y fruto, olor, insectos relacionados con la planta. Además, se registra todo otro dato que el coleccionista considere de relevancia y que no pueden ser observados con posterioridad, como por ejemplo, el tamaño y aspecto de la planta entera (si se cogió solo un trozo), el hábito (si es rastrera, trepadora, bulbosa), su abundancia relativa, el estado fenológico (si tiene hojas para las plantas de hoja caduca, estado de la floración, fructificación, etc.), datos de uso y nombres vulgares obtenidos de la gente del lugar.

### El proceso de herborización
Prensado
Para preparar una planta colectada a campo y destinada al herbario es necesario secarla y deshidratarla bajo presión lo más rápidamente posible. Este proceso se lleva a cabo mediante el prensado. Una prensa de campo sencilla consta de dos tableros sólidos unidos por tornillos o correas, entre los que se introducen los pliegos de papel que contienen las plantas, separados por almohadillas absorbentes. Las plantas se estiran y acomodan sobre la hoja de papel en el que se van a prensar, procurando que sus órganos tengan una disposición semejante a la que tenían en vivo. Si el ejemplar es grande se puede doblar sobre el pliego mientras está fresco. Se empieza por colocar la parte superior de la planta en paralelo al eje mayor del rectángulo de papel. Llegando a la base de este se dobla el tallo de la planta, en un ángulo agudo, de modo de llegar arriba del papel otra vez con el tallo, y se repite de nuevo el doblez, cuantas veces sea necesario. Este plegado en zigzag es el más conveniente para que las plantas no se rompan, se ajusten al tamaño del papel y no sobresalgan por los bordes. Las hojas de las plantas deben estar siempre estiradas, unas mostrando el haz y otras el envés, para apreciar los caracteres del indumento y de la nerviación por ambas caras. Las hojas de papel que contengan los ejemplares dispuestos, se separan sobre el papel con almohadillas absorbentes, o bien un grupo de hojas de periódicos. De este modo, no es necesario sacar las plantas de los pliegos donde tan cuidadosamente se han colocado, sino que se reemplazan las almohadillas húmedas por otras secas cuando sea necesario.
Etiquetado
Una vez que las plantas están prensadas, secas y determinadas se procede a guardarlas en el herbario. Cada ejemplar debe llevar una leyenda en una etiqueta en la que consten los siguientes datos: nombre de la especie, datos sobre las preferencias ecológicas del espécimen, lugar donde se recogió, especificando sus características topográficas, altitud, coordenadas UTM, ciudad o pueblo más cercano, y provincia; fecha de la herborización; nombre del recolector precedido de legit (se abrevia leg.) y número de orden de la planta en su inventario; nombre del responsable de la identificación de la especie (se antepone determinavit (se abrevia det.) al nombre del botánico que hizo la identificación.
Conservación y montaje

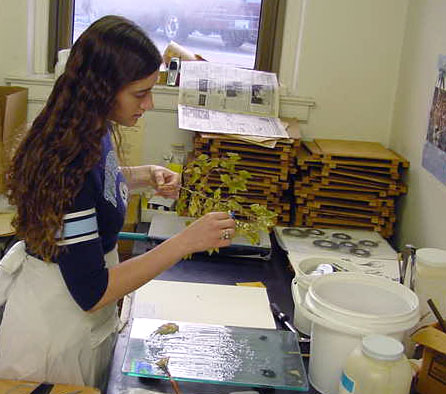
Preparación de un espécimen para montarlo en una hoja de papel.

Uno de los métodos para conservar los ejemplares de herbario es el de congelar los especímenes secos durante 4 días a -32 °C de modo tal de matar todos los insectos, larvas y depredadores que pudiesen destruirlas.
El montaje consiste en fijar el ejemplar o ejemplares en un soporte definitivo junto con su etiqueta. Hay diversos métodos. El más sencillo consiste en fijar las plantas mediante tiritas de adhesivo de tela (esparadrapo o similar), sobre una cartulina o papel grueso, de color blanco y de tamaño estándar internacional (23,5cm x 39cm). En primer lugar se pega la etiqueta en el ángulo inferior derecho del pliego. Luego se dispone la planta (o las plantas) en una posición lo más natural posible y se sujetan por aquellas partes que no importe tapar, nunca por la base de las hojas o tocando las flores, salvo que estas sean muy grandes, sino por el centro de los entrenudos, pedicelos y pedúnculos. Cuando las plantas son muy pequeñas se montan una o dos y el resto se mete en un sobre de papel, que se fijará con cola cerca del centro de la cartulina. Las partes que se hayan desprendido o se puedan desprender, como flores sueltas, hojas o semillas, se meten también en un sobre de papel que se pegará preferentemente cerca del ángulo superior derecho del pliego. El ejemplar así montado se guarda en un pliego doble de papel fino (denominado camisa), en cuyo borde inferior se anotará a lápiz la familia y la especie. Otra posibilidad es pegar sobre el borde de la cartulina una hoja de papel fino y translúcido.
Almacenamiento y ordenación

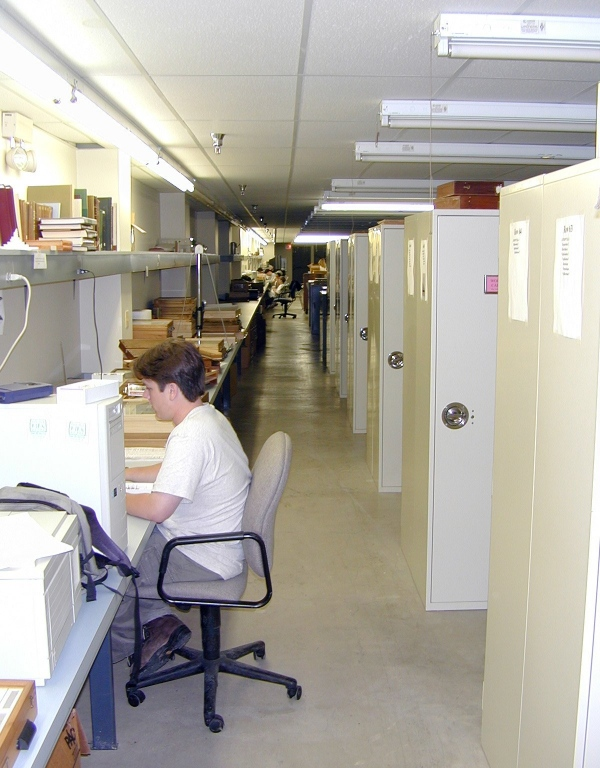
Los grandes herbarios tienen miles de ejemplares guardados convenientemente en cajas y armarios.

Los pliegos deben resguardarse del polvo, de la humedad, de la luz directa y de los insectos. A los ejemplares se les otorga un número de ingreso en la colección, se protege cada pliego con una camisa de papel consistente, y todos los pliegos de una misma subespecie, especie, sección o género, se guardan entre dos fuertes cartones que se atan con una cinta. Uno o varios paquetes de pliegos, dependiendo de su volumen, se guardan en cajas de cartón con el contenido debidamente identificado en lugar accesible y fácil de leer. Estas a su vez se colocan en un armario metálico de cierre hermético que permiten almacenarlas en gran cantidad, en un mínimo espacio y a humedad constante. Asimismo, el cierre hermético impide la infestación de los materiales del herbario por insectos, los que podrían acabar en poco tiempo con todos los ejemplares. Frecuentemente, las puertas del armario presentan un espacio donde se pueden colocar insecticidas o bolas de naftalina.
Hay tres criterios básicos para clasificar y ordenar los materiales de un herbario. Un primer criterio, denominado taxonómico, ordena a los ejemplares de acuerdo a su clasificación biológica, lo que permite comparar especies y géneros próximos para identificar un ejemplar nuevo. Un segundo criterio, de índole geográfica, agrupa a los ejemplares según su procedencia, lo cual es de relevancia en el caso de herbarios de ámbito geográfico mundial. Finalmente, los ejemplares también pueden ordenarse, simplemente, por orden alfabético; lo que permite un acceso rápido a cada uno de ellos.

## Los herbarios más grandes del mundo

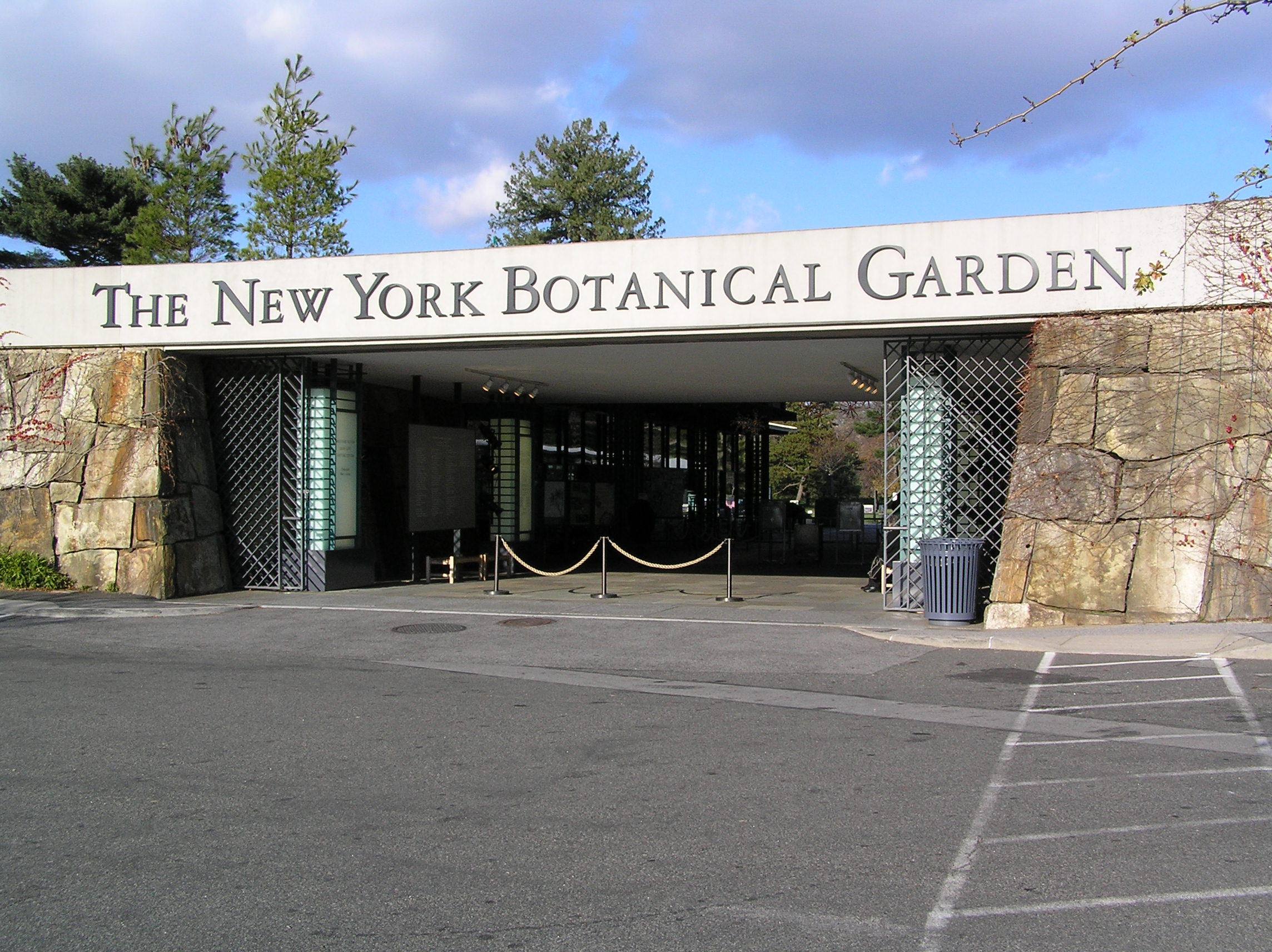
Entrada principal del Jardín Botánico de Nueva York (Bronx, Nueva York, Estados Unidos), donde se encuentra uno de los principales herbarios del mundo, el cual alberga 8 millones de ejemplares.

Existen más de 3.300 herbarios públicos en el mundo, los cuales suman unos 270 millones de pliegos, que representan, además de las 250.000 especies de plantas vasculares conocidas hasta el momento, muchas otras aún no identificadas. La información sobre estos herbarios se resume en el Index herbariorum, obra que se reedita periódicamente, en la que a cada herbario se le designa con una sigla particular además de proveer información adicional acerca de la dirección de cada herbario, el número de ejemplares que posee, el nombre de los principales especialistas que allí trabajan y las plantas sobre las que investigan, y el nombre de los principales colectores. Desde 1997 existe una versión en línea de acceso público.
El herbario con el mayor número de especímenes es el del Museo Nacional de Historia Natural de Francia (P) (París, Francia) con aproximadamente nueve millones. Le siguen el del Jardín Botánico de Nueva York (NY) (Bronx, Nueva York, Estados Unidos) y el del Jardín Botánico del Instituto Botánico V.L. Komarov (LE) (San Petersburgo, Rusia) con 8 millones de ejemplares; el herbario del Real Jardín Botánico de Kew (K) (Kew, Reino Unido) con 6 millones, y con números decrecientes los herbarios del Conservatorio y Jardín Botánico de Ginebra (G) (Ginebra, Suiza), el del Jardín Botánico de Misuri (MO) (San Luis, Misuri, Estados Unidos), el del Museo de Historia Natural de Londres (BM) (Londres, Reino Unido), el Herbario de la Universidad de Harvard (HUH) (Cambridge, Massachusetts, Estados Unidos), el del Museo Sueco de Historia Natural (S) (Estocolmo, Suecia) y el Herbario Nacional de Estados Unidos, Instituto Smithsoniano (US) (Washington D. C., Estados Unidos). En su conjunto, los herbarios de los Estados Unidos de América reúnen el mayor número de ejemplares no tipo (el mayor número de ejemplares tipo se encuentra en el herbario W en Viena, Austria), y le sigue Francia, Rusia, el Reino Unido, Suecia y Alemania.
Entre los herbarios notables del mundo de habla castellana y portuguesa hay que citar el de la Universidad Nacional Autónoma de México y el del Real Jardín Botánico de Madrid (MA) —con 1 400 000 especímenes cada uno—, el de la Universidad de Coímbra (COI) y el del Instituto Botánico de Barcelona (BC) cada uno con 800 000 pliegos, los de la Fundación Miguel Lillo, de Tucumán, y la Universidad de Buenos Aires, con 700 000 ejemplares, el Herbario Nacional Colombiano, el del Museo de La Plata, el de la Universidade Federal do Rio de Janeiro, y el la Universidad Nacional Mayor de San Marcos, cada uno de ellos con 500 000. Hay que considerar que las muestras más extensas de plantas lationamericanas residen en herbarios europeos, no necesariamente ibéricos, y de Estados Unidos. Por ejemplo, el Herbario del Field Museum (F), de Chicago, contiene entre sus 2 700 000 pliegos los muchos que forman el Herbario Neotropical.

## Análisis moleculares del ADN sobre ejemplares de herbario
A pesar de que el ADN de los especímenes históricos es dificultoso de extraer y no brinda muestras de ADN de buena calidad, se han desarrollado métodos de extracción rápidos, confiables y que aseguran muestras de ADN de alta calidad provenientes de ejemplares de herbario de más de 60 años (y hasta de más de 200 años), tanto de plantas superiores, como de hongos y líquenes. 
Los análisis moleculares de ADN de ejemplares de herbario permiten comparar la distribución y variabilidad genética de especies raras o amenazadas en épocas históricas con la distribución y variabilidad actual.

## Herbario virtual
Un herbario virtual es una página de internet fundamentada en una colección de imágenes digitales de plantas preservadas o de partes de plantas, como así también de ejemplares en condiciones naturales las que, a menudo, se acompañan con imágenes escaneadas de ejemplares frescos. Cada espécimen virtual está acompañado de información sobre el lugar y fecha de colección, autor, el nombre científico correcto, el nombre común y, en general, con información de las especies asociadas y preferencias ecológicas. La consulta de las especies que se hallan en estos herbarios virtuales puede realizarse tanto por el nombre científico, como por el nombre común. Los herbarios virtuales nacieron como una herramienta de consulta gratuita a disposición de todos aquellos que quieran conocer los distintas plantas de una determinada región, su ecología, distribución, nomenclatura, taxonomía, y está dirigida a estudios científicos, organismos públicos, grupos ecologistas, asociaciones vinculadas a la naturaleza, o simplemente, a quienes quieran identificar las plantas a través de sus fotografías.